# Wim Janssen (politicus)
W.M.H. (Wim) Janssen (Venray, 31 maart 1932 – Gulpen, 25 december 2012) was een Nederlands politicus van de KVP en later het CDA.
Hij studeerde bij de Missionarissen van het Heilig Hart (MSC); eerst op het kleinseminarie in Tilburg en daarna enkele jaren op grootseminarie in Stein. Vervolgens ging hij werken bij de gemeentesecretarie in zijn geboorteplaats Venray. In 1967 werd Janssen de gemeentesecretaris van de Gelderse gemeente Heumen en in februari 1975 volgde zijn benoeming tot burgemeester van Bunde. Op 1 januari 1982 was er een grote gemeentelijke herindeling in Limburg waarbij Bunde opging in de gemeente Meerssen en Janssen benoemd werd tot burgemeester van Wittem wat hij zou blijven tot zijn pensionering in april 1997.
Hij overleed eind 2012 op 80-jarige leeftijd.